# Uchwały Naczelnego Sądu Administracyjnego
Uchwały Naczelnego Sądu Administracyjnego dzielą się na uchwały wyjaśniające przepisy prawa oraz na uchwały rozstrzygające zagadnienie prawne w poszczególnej sprawie.
Uchwały te są wydawane w składzie siedmiu sędziów, całej Izby lub w pełnym składzie - o tym, jaki będzie to skład decyduje ostatecznie Prezes Naczelnego Sądu Administracyjnego. Skład siedmiu sędziów może – w formie postanowienia - przekazać zagadnienie prawne do rozstrzygnięcia pełnemu składowi Izby, a Izba pełnemu składowi NSA. W posiedzeniu siedmiu sędziów bierze udział prokurator Prokuratury Krajowej, w posiedzeniu całego składu NSA lub Izby – obowiązkowy jest udział Prokuratora Generalnego.
Do podjęcia uchwały przez pełny skład NSA lub przez pełny skład Izby wymagana jest obecność co najmniej dwóch trzecich sędziów każdej z Izb; uchwały są podejmowane w głosowaniu jawnym zwykłą większością głosów.
NSA może odmówić podjęcia uchwały, zwłaszcza, gdy nie zachodzi potrzeba wyjaśnienia wątpliwości; odmowa taka zapada w formie postanowienia.

## Uchwały wyjaśniające przepisy prawne
Zgodnie z art. 15 Prawa o postępowaniu przed sądami administracyjnymi, Naczelny Sąd Administracyjny podejmuje uchwały mające na celu wyjaśnienie przepisów prawnych, których stosowanie wywołało rozbieżności w orzecznictwie sądów administracyjnych. Do podjęcia uchwały nie wystarczają rozbieżności w orzecznictwie organów administracji publicznej.
Uchwały te są podejmowane na wniosek Prezesa Naczelnego Sądu Administracyjnego, Prokuratora Generalnego, Prezesa Prokuratorii Generalnej Rzeczypospolitej Polskiej, Rzecznika Praw Obywatelskich, Rzecznika Praw Dziecka lub Rzecznika Małych i Średnich Przedsiębiorców.
Jeżeli skład sądu administracyjnego (niezależnie, czy wojewódzkiego sądu administracyjnego, czy Naczelnego Sądu Administracyjnego) nie podziela stanowiska zajętego w uchwale siedmiu sędziów, całej Izby lub pełnego składu przedstawia powstałe zagadnienie prawne do ponownego rozstrzygnięcia. Jeżeli skład jednej Izby Naczelnego Sądu Administracyjnego wyjaśniający zagadnienie prawne nie podziela stanowiska zajętego w uchwale innej Izby, przedstawia to zagadnienie do rozstrzygnięcia pełnemu składowi NSA. Naruszenie tego trybu może stanowić podstawę skargi kasacyjnej w postępowaniu administracyjnosądowym.
W doktrynie zwraca się uwagę, że instytucja abstrakcyjnych, formalnie niewiążących uchwał NSA wyjaśniających przepisy prawne stanowi istotne odstępstwo od konstytucyjnej zasady podległości sędziów tylko Konstytucji i ustawom.

## Uchwały rozstrzygające zagadnienie prawne w konkretnej sprawie
Prawo o postępowaniu przed sądami administracyjnymi przewiduje, że Naczelny Sąd Administracyjny podejmuje uchwały zawierające rozstrzygnięcia zagadnień prawnych budzących poważne wątpliwości w konkretnej sprawie administracyjnosądowej.
Z wnioskiem o tego typu uchwałę może wystąpić jedynie skład rozpatrujący skargę kasacyjną lub zażalenie. Wniosek rozstrzyga skład siedmiu sędziów NSA, może jednak go przekazać do rozpoznaniu pełnemu składowi Izby, a ta pełnemu składowi NSA. Uchwały rozstrzygające zagadnienie prawne w konkretnej sprawie wiążą bezwzględnie. W doktrynie przyjmuje się, że wiążą one nie tylko w danej sprawie.